# فيلي دوهرتي
فيلي دوهرتي (بالإنجليزية: Willie Doherty)‏ هو مصور بريطاني، ولد في 1959 في ديري في أيرلندا الشمالية.